# Wuppertaler Sport-Verein 2006-2007
Questa voce raccoglie le informazioni riguardanti il Wuppertaler Sport-Verein nelle competizioni ufficiali della stagione 2006-2007.

## Stagione
Nella stagione 2006-2007 il Wuppertal, allenato da Uwe Fuchs e Wolfgang Jerat, concluse il campionato di Regionalliga nord al 5º posto.

## Rosa
| N. |                        | Ruolo | Calciatore        |
| -- | ---------------------- | ----- | ----------------- |
| 1  | Germania (bandiera)    | P     | Christian Maly    |
| 2  | Paesi Bassi (bandiera) | D     | Thomas Litjens    |
| 3  | Germania (bandiera)    | D     | Sven Schaffrath   |
| 4  | Germania (bandiera)    | C     | Tim Jerat         |
| 6  | Germania (bandiera)    | D     | Michael Stuckmann |
| 8  | Germania (bandiera)    | C     | Manuel Bölstler   |
| 9  | Germania (bandiera)    | A     | Tobias Damm       |
| 10 | Germania (bandiera)    | C     | Mike Rietpietsch  |
| 11 | Germania (bandiera)    | A     | Marcel Reichwein  |
| 12 | Germania (bandiera)    | P     | Manuel Lenz       |
| 13 | Germania (bandiera)    | A     | Paul Fudala       |
| 14 | Germania (bandiera)    | C     | Dustin Hähner     |
| 15 | Germania (bandiera)    | D     | Lars Marten       |
| 16 | Germania (bandiera)    | C     | Andreas Gensler   |
| 18 | Germania (bandiera)    | C     | Martin Oslislo    |

| N. |                        | Ruolo | Calciatore         |
| -- | ---------------------- | ----- | ------------------ |
| 19 | Germania (bandiera)    | A     | Gustav Policella   |
| 20 | Germania (bandiera)    | D     | André Wiwerink     |
| 21 | Germania (bandiera)    | D     | Markus Ortlieb     |
| 22 | Belgio (bandiera)      | C     | Michael Lejan      |
| 23 | Germania (bandiera)    | A     | Dirk Heinzmann     |
| 25 | Germania (bandiera)    | D     | Andreas Kohlhaas   |
| 26 | Paesi Bassi (bandiera) | C     | Mourad Maamar      |
| 29 | Germania (bandiera)    | A     | Gaetano Manno      |
| 30 | Senegal (bandiera)     | C     | Jean Louis Tavarez |
| 31 | Kosovo (bandiera)      | C     | Fatlum Zaskoku     |
| 33 | Germania (bandiera)    | C     | Dennis Malura      |
| 34 | Germania (bandiera)    | C     | Salih Altın        |
| 47 | Germania (bandiera)    | D     | Andy Habl          |
|    | Turchia (bandiera)     | D     | Devrim Kalaycı     |
|    | Spagna (bandiera)      | A     | Miguel López       |

## Organigramma societario
Area tecnica
- Allenatore: Wolfgang Jerat
- Allenatore in seconda: Thomas Stickroth
- Preparatore dei portieri: Michael Stahl
- Preparatori atletici:
- Analisi video:

## Calciomercato

### Sessione estiva
| Acquisti | Acquisti         | Acquisti            | Acquisti |
| R.       | Nome             | da                  | Modalità |
| -------- | ---------------- | ------------------- | -------- |
| C        | Salih Altın      | Schalke 04 U19      |          |
| C        | Manuel Bölstler  | Darmstadt           |          |
| C        | Martin Oslislo   | Wacker Burghausen   |          |
| A        | Marcel Reichwein | Bayer Leverkusen II |          |
| C        | Mike Rietpietsch | Holstein Kiel       |          |
| C        | Fatlum Zaskoku   | Bochum U19          |          |

| Cessioni | Cessioni                | Cessioni                | Cessioni |
| R.       | Nome                    | a                       | Modalità |
| -------- | ----------------------- | ----------------------- | -------- |
| D        | Sebastian Dr. Michalsky | Wuppertal II            |          |
| C        | Daniel Embers           | RW Oberhausen           |          |
| A        | Murat Gümüstas          | Alemannia Aquisgrana II |          |
| C        | Stephan Nachtigall      | Kickers Emden           |          |
| C        | Nils Pfingsten-Reddig   | Siegen                  |          |
| A        | Rocky Siberie           | Wuppertal II            |          |
| A        | Marius Sowislo          | Preußen Münster         |          |
| C        | Jean Louis Tavarez      | Wuppertal II            |          |
| A        | Tibor Tokody            | Győri ETO               |          |

### Sessione invernale
| Acquisti | Acquisti    | Acquisti | Acquisti |
| R.       | Nome        | da       | Modalità |
| -------- | ----------- | -------- | -------- |
| A        | Tobias Damm | Magonza  |          |

| Cessioni | Cessioni      | Cessioni        | Cessioni |
| R.       | Nome          | a               | Modalità |
| -------- | ------------- | --------------- | -------- |
| C        | Stephan Bork  | Kickers Emden   |          |
| D        | Björn Mehnert | Preußen Münster |          |

## Risultati

### Regionalliga

#### Girone di andata
| Arbitro: | Metzger |

|                                    |           |                   |
| Heinzmann 5’ Siberie 86’ Lejan 88’ | Marcatori | 90’ (rig.) Meggle |

| Arbitro: | Bornhöft |

|              |           |                                                       |
| Hennings 53’ | Marcatori | 60’ Heinzmann 67’ Manno 83’ (aut.) Müller 90’ Siberie |

| Arbitro: | Bippen |

|             |           |           |
| Oslislo 27’ | Marcatori | 70’ Dobrý |

| Arbitro: | Joerend |

|                               |           |             |
| Schuchardt 58’ Schnitzler 63’ | Marcatori | 30’ Bayertz |

| Arbitro: | Bartsch |

|                              |           |  |
| Stuckmann 20’ Manno 52’, 85’ | Marcatori |  |

| Arbitro: | Schößling |

|                 |           |             |
| Aziz 50’ (rig.) | Marcatori | 14’ Siberie |

| Arbitro: | Trautmann |

|               |           |          |
| Policella 90’ | Marcatori | 43’ Cebe |

| Erfurt 16 settembre 2006, ore 14:00 CEST 8ª giornata | Rot-Weiß Erfurt | 0 – 0 referto | Wuppertal | Steigerwaldstadion (2 249 spett.)\| Arbitro: \| Maier \| |
| Arbitro:                                             | Maier           |               |           |                                                          |

| Arbitro: | Metzen |

|                          |           |               |
| Lejan 20’ Manno 49’, 64’ | Marcatori | 50’ Stocklasa |

| Arbitro: | Metzger |

|             |           |  |
| Pientak 76’ | Marcatori |  |

| 14 ottobre 2006 11ª giornata |  | – turno di riposo |  |  |

| Arbitro: | Schempershauwe |

|                              |           |             |
| Bölstler 13’ Rietpietsch 19’ | Marcatori | 20’ Senesie |

| Arbitro: | Fischer |

|                                                 |           |  |
| Heun 10’ Kullig 17’ Rump 27’ Lindemann 68’, 71’ | Marcatori |  |

| Arbitro: | Kunsleben |

|                              |           |  |
| Rietpietsch 19’ Wiwerink 34’ | Marcatori |  |

| Arbitro: | Gerber |

|  |           |              |
|  | Marcatori | 67’ Wiwerink |

| Arbitro: | Schriever |

|                        |           |                  |
| Kohlhaas 19’ Jerat 44’ | Marcatori | 58’ (rig.) Bönig |

| Arbitro: | Dittrich |

|                      |           |             |
| Wojcik 23’ Mayer 63’ | Marcatori | 84’ Ortlieb |

| Arbitro: | Christ |

|                         |           |  |
| Policella 18’ Manno 90’ | Marcatori |  |

| Arbitro: | Metzger |

|                                       |           |             |
| Cerci 34’ Gundelach 45’ Vujanović 47’ | Marcatori | 16’ Oslislo |

#### Girone di ritorno
| Arbitro: | Lupp |

|         |           |               |
| Luz 45’ | Marcatori | 78’ Heinzmann |

| Arbitro: | Dittrich |

|  |           |                                          |
|  | Marcatori | 9’ Hennings 49’ Ben-Hatira 75’ Feilhaber |

| Arbitro: | Gräfe |

|             |           |              |
| Hauswald 9’ | Marcatori | 28’ Wiwerink |

| Arbitro: | Willenborg |

|  |           |                               |
|  | Marcatori | 9’, 69’ Schnitzler 73’ Hammes |

| Arbitro: | Metzen |

|                |           |          |
| Großkreutz 53’ | Marcatori | 77’ Damm |

| Arbitro: | Schößling |

|                                        |           |           |
| Manno 58’ Bölstler 63’ Rietpietsch 87’ | Marcatori | 72’ Menga |

| Arbitro: | Kempter |

|              |           |                                        |
| Feinbier 58’ | Marcatori | 53’ Bölstler 77’ Manno 86’ Rietpietsch |

| Arbitro: | Kuhl |

|                                              |           |             |
| Bölstler 18’ Damm 57’ Rietpietsch 68’ (rig.) | Marcatori | 49’ Kumbela |

| Arbitro: | Schriever |

|              |           |          |
| Ernemann 70’ | Marcatori | 71’ Damm |

| Arbitro: | Fischer |

|           |           |                        |
| Manno 20’ | Marcatori | 33’, 63’, 77’ Kotuljac |

| 7 aprile 2007 30ª giornata |  | – turno di riposo |  |  |

| Arbitro: | Thielert |

|            |           |  |
| Gordon 23’ | Marcatori |  |

| Arbitro: | Kinhöfer |

|          |           |             |
| Damm 89’ | Marcatori | 21’ Kruppke |

| Arbitro: | Bippen |

|               |           |                        |
| Schindler 11’ | Marcatori | 56’ Heinzmann 85’ Damm |

| Arbitro: | Fischer |

|               |           |                              |
| Reichwein 67’ | Marcatori | 33’ Müller 75’ Müller 80’ Xu |

| Arbitro: | Grudzinski |

|  |           |                                   |
|  | Marcatori | 64’, 81’ Rietpietsch 67’ Bölstler |

| Arbitro: | Wenkel |

|                                                |           |                          |
| Manno 25’, 70’ (rig.), 76’ Damm 34’ Malura 85’ | Marcatori | 51’ Famewo 73’ Grundmann |

| Arbitro: | Gorniak |

|  |           |                              |
|  | Marcatori | 8’, 82’ Damm 70’ Rietpietsch |

| Arbitro: | Zwayer |

|                          |           |                                                    |
| Rietpietsch 44’ Damm 62’ | Marcatori | 53’, 90’ Vujanović 71’ Pollok 87’ (aut.) Stuckmann |

## Statistiche

### Statistiche di squadra
| Competizione      | Punti | In casa | In casa | In casa | In casa | In casa | In casa | In trasferta | In trasferta | In trasferta | In trasferta | In trasferta | In trasferta | Totale | Totale | Totale | Totale | Totale | Totale | DR  |
| Competizione      | Punti | G       | V       | N       | P       | Gf      | Gs      | G            | V            | N            | P            | Gf           | Gs           | G      | V      | N      | P      | Gf     | Gs     | DR  |
| ----------------- | ----- | ------- | ------- | ------- | ------- | ------- | ------- | ------------ | ------------ | ------------ | ------------ | ------------ | ------------ | ------ | ------ | ------ | ------ | ------ | ------ | --- |
| Regionalliga nord | 57    | 18      | 10      | 3       | 5       | 35      | 27      | 18           | 6            | 6            | 6            | 24           | 22           | 36     | 16     | 9      | 11     | 59     | 49     | +10 |
| Totale            | 57    | 18      | 10      | 3       | 5       | 35      | 27      | 18           | 6            | 6            | 6            | 24           | 22           | 36     | 16     | 9      | 11     | 59     | 49     | +10 |

### Andamento in campionato
| Giornata  | 1 | 2 | 3 | 4 | 5 | 6 | 7 | 8 | 9 | 10 | 11 | 12 | 13 | 14 | 15 | 16 | 17 | 18 | 19 | 20 | 21 | 22 | 23 | 24 | 25 | 26 | 27 | 28 | 29 | 30 | 31 | 32 | 33 | 34 | 35 | 36 | 37 | 38 |
| --------- | - | - | - | - | - | - | - | - | - | -- | -- | -- | -- | -- | -- | -- | -- | -- | -- | -- | -- | -- | -- | -- | -- | -- | -- | -- | -- | -- | -- | -- | -- | -- | -- | -- | -- | -- |
| Luogo     | C | T | C | T | C | T | C | T | C | T  |    | C  | T  | C  | T  | C  | T  | C  | T  | T  | C  | T  | C  | T  | C  | T  | C  | T  | C  |    | T  | C  | T  | C  | T  | C  | T  | C  |
| Risultato | V | V | N | P | V | N | N | N | V | P  |    | V  | P  | V  | V  | V  | P  | V  | P  | N  | P  | N  | P  | N  | V  | V  | V  | N  | P  |    | P  | N  | V  | P  | V  | V  | V  | P  |
| Posizione | 4 | 1 | 3 | 6 | 1 | 2 | 5 | 6 | 3 | 5  | 8  | 7  | 9  | 6  | 1  | 2  | 2  | 1  | 3  | 2  | 7  | 5  | 9  | 9  | 8  | 6  | 2  | 2  | 5  | 6  | 8  | 8  | 6  | 8  | 7  | 5  | 4  | 5  |

Legenda:

Luogo: C = Casa; T = Trasferta. Risultato: V = Vittoria; N = Pareggio; P = Sconfitta.

### Statistiche dei giocatori
| S. Altın       | 1  | 0  | 0 | 0 |
| M. Bayertz     | 4  | 1  | 1 | 0 |
| M. Bölstler    | 22 | 5  | 3 | 0 |
| T. Damm        | 17 | 9  | 3 | 0 |
| P. Fudala      | 2  | 0  | 0 | 0 |
| A. Gensler     | 4  | 0  | 1 | 0 |
| A. Habl        | 9  | 0  | 2 | 0 |
| D. Heinzmann   | 28 | 4  | 5 | 0 |
| D. Hähner      | 1  | 0  | 0 | 0 |
| T. Jerat       | 23 | 1  | 3 | 1 |
| D. Kalaycı     | 0  | 0  | 0 | 0 |
| S. Kesimal     | 1  | 0  | 0 | 0 |
| A. Kohlhaas    | 8  | 1  | 0 | 0 |
| M. Lejan       | 36 | 2  | 4 | 0 |
| M. Lenz        | 8  | 0  | 0 | 0 |
| T. Litjens     | 16 | 0  | 3 | 1 |
| M. López       | 1  | 0  | 0 | 0 |
| M. Maamar      | 4  | 0  | 1 | 0 |
| D. Malura      | 31 | 1  | 7 | 0 |
| C. Maly        | 29 | 0  | 1 | 0 |
| G. Manno       | 30 | 12 | 4 | 0 |
| L. Marten      | 1  | 0  | 0 | 0 |
| B. Mehnert     | 13 | 0  | 2 | 0 |
| S. Michalsky   | 1  | 0  | 0 | 0 |
| M. Ortlieb     | 31 | 1  | 2 | 0 |
| M. Oslislo     | 29 | 2  | 1 | 0 |
| G. Policella   | 9  | 2  | 1 | 0 |
| M. Reichwein   | 10 | 1  | 2 | 0 |
| M. Rietpietsch | 29 | 9  | 9 | 0 |
| S. Schaffrath  | 14 | 0  | 1 | 0 |
| R. Siberie     | 12 | 3  | 0 | 0 |
| M. Stuckmann   | 35 | 1  | 5 | 0 |
| J. Tavarez     | 19 | 0  | 3 | 0 |
| A. Wiwerink    | 20 | 3  | 6 | 1 |
| F. Zaskoku     | 3  | 0  | 0 | 0 |